# María de Valdés
María de Valdés Álvarez, née le 19 octobre 1998 à Fuengirola, est une nageuse espagnole, spécialiste des épreuves de nage en eau libre.

## Palmarès

### Championnats du monde
- Championnats du monde 2024 à Doha ( Qatar) :
  -  Médaille d'argent du 10 km en eau libre

### Championnats d'Europe
- Championnats d'Europe 2022 à Rome ( Italie) :
  -  Médaille d'argent du 10 km en eau libre